# ハイファと西ガリラヤのバハイ信教聖地群
座標: 北緯32度48分52秒 東経34度59分13秒 / 北緯32.81444度 東経34.98694度
ハイファと西ガリラヤのバハイ信教聖地群とは、イスラエル国にあるバハイ信教の聖地群である。2008年に、UNESCOの世界遺産に登録された。

## 概要
19世紀のイランで発祥した新宗教バハイ信教の聖地群であり、同宗教の前身にあたるバーブ教の開祖バーブの廟や、彼の後を継いでバハイ信教を説いたバハオラの廟など26の建造物が、信教の本部があるハイファとバハオラが過ごしたアッコ周辺に点在している。バハイにとって重要な巡礼地である。敷地内にはバハイ信教の世界本部があるほか、庭園や記念碑が配されている。
新宗教の宗教施設としては世界初の登録である。

## 登録基準
この世界遺産は世界遺産登録基準のうち、以下の条件を満たし、登録された（以下の基準は世界遺産センター公表の登録基準からの翻訳、引用である）。
- (3) 現存するまたは消滅した文化的伝統または文明の、唯一のまたは少なくとも稀な証拠。
- (6) 顕著で普遍的な意義を有する出来事、現存する伝統、思想、信仰または芸術的、文学的作品と直接にまたは明白に関連するもの（この基準は他の基準と組み合わせて用いるのが望ましいと世界遺産委員会は考えている）。